# Stephen Walkom
Stephen Walkom, kanadski hokejski sodnik in funkcionar, * 8. avgust 1963, North Bay, Ontario, Kanada.
Walkom je bivši hokejski sodnik trenutni podpredsednik lige NHL in ligaški direktor sojenja. 

## Kariera
Walkom je deloval kot hokejski sodnik v ligi NHL do 3. avgusta 2005, ko je napredoval do menedžmenta lige. V sredini julija 2004 je nasledil Andyja Van Hellemonda na položaju direktorja sojenja, ki je odstopil po kritikah zavoljo kontroverznega opravljanja položaja. 
Walkom je opravil magisterij iz trgovine na univerzi Laurentian University. 
Kot sodnika so ga najeli leta 1990, ko se je prenehala njegova amaterska kariera, v kateri je dosegel uvrstitev na Stopnjo VI, najvišjo stopnjo v sodniškem programu organizacije Hockey Canada, in sodil na tekmah Memorial Cupa. V ligi NHL je nosil uniformo s številko 24 od sezone 1994/95 do upokojitve in skupno sodil na preko 600 tekmah rednega dela sezone, 84 tekmah končnice, Zimskih olimpijskih igrah 2002, Svetovnem hokejskem prvenstvu 2004 in dveh finalih Stanleyjevega pokala. Walkom je prav tako služil kot predsednik Združenja sodnikov lige NHL, delavskega združenja, ki predstavlja glavne in linijske sodnike.
Deloval je tudi kot direktor in lastnik šole North American School of Officiating, poletne šole za hokejske sodnike v Guelphu, Ontario. 
Vodstvo lige ni nikoli razkrilo Walkomove letne plače, a nekateri viri (HockeyRefs.com; 3. avgust 2005) navajajo, da znaša približno 250.000 US$.
Walkom živi z ženo Annie v Moon Townshipu, Pensilvanija. Imata tri otroke.